# Rajon Korabel (Cherson)
Der Rajon Korabel (ukrainisch Корабельний район Korabelnyj rajon, russisch Корабельный район Korabelny rajon) ist ein Stadtteil der südukrainischen Oblasthauptstadt Cherson. Er wurde im Jahr 1965 als Rajon Komsomolskij gegründet und erhielt 2016 seinen aktuellen Namen. Der Umfang seines Gebiets änderte sich im Lauf der Zeit mehrmals. Im Stadtrajon liegen neben zahlreichen Wohnquartieren auch die großen Industriegebiete und die meisten Hafenanlagen von Cherson.

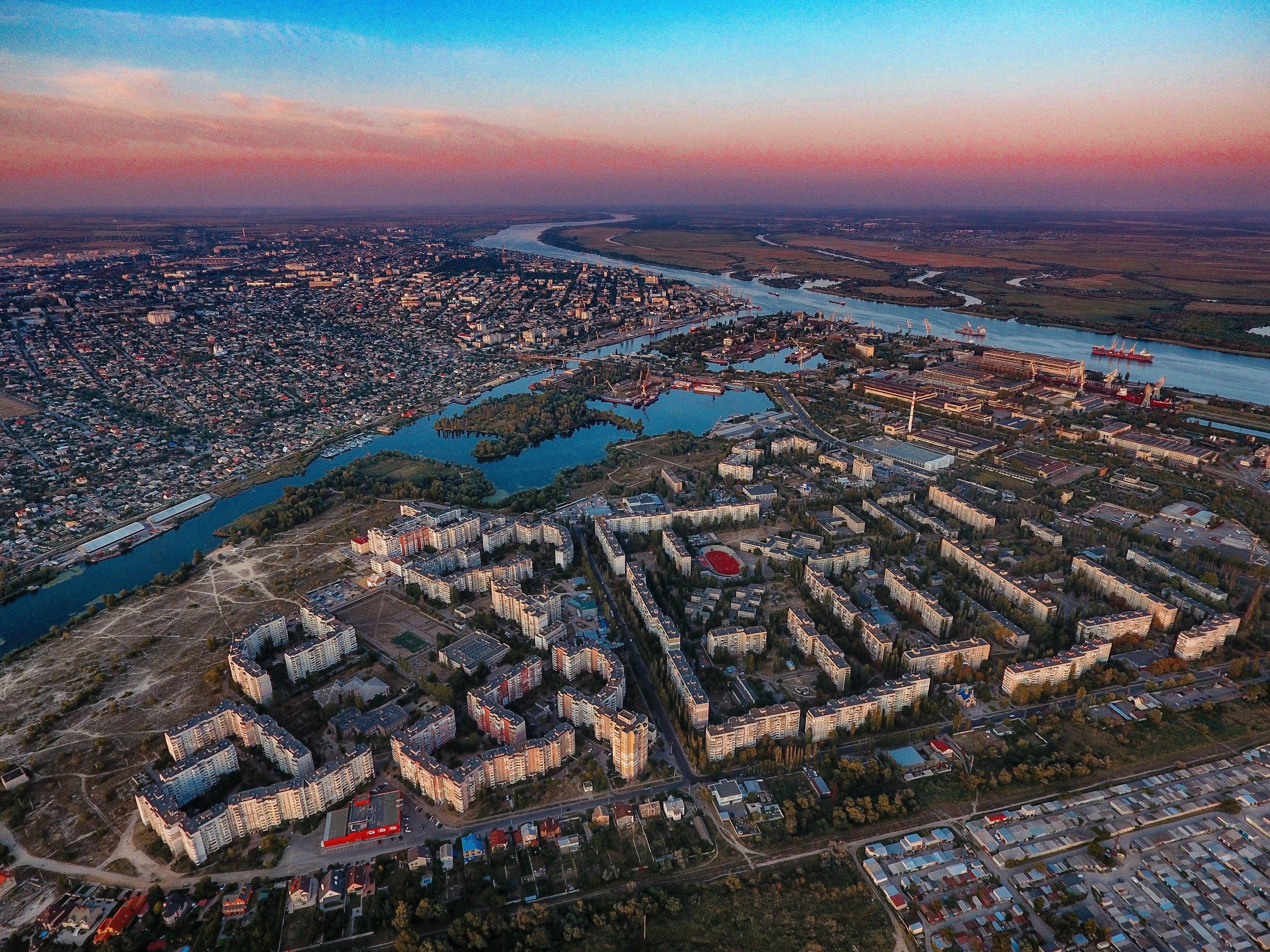
Blick von Westen über den Rajon Korabel zum Stadtzentrum von Cherson am Dnepr

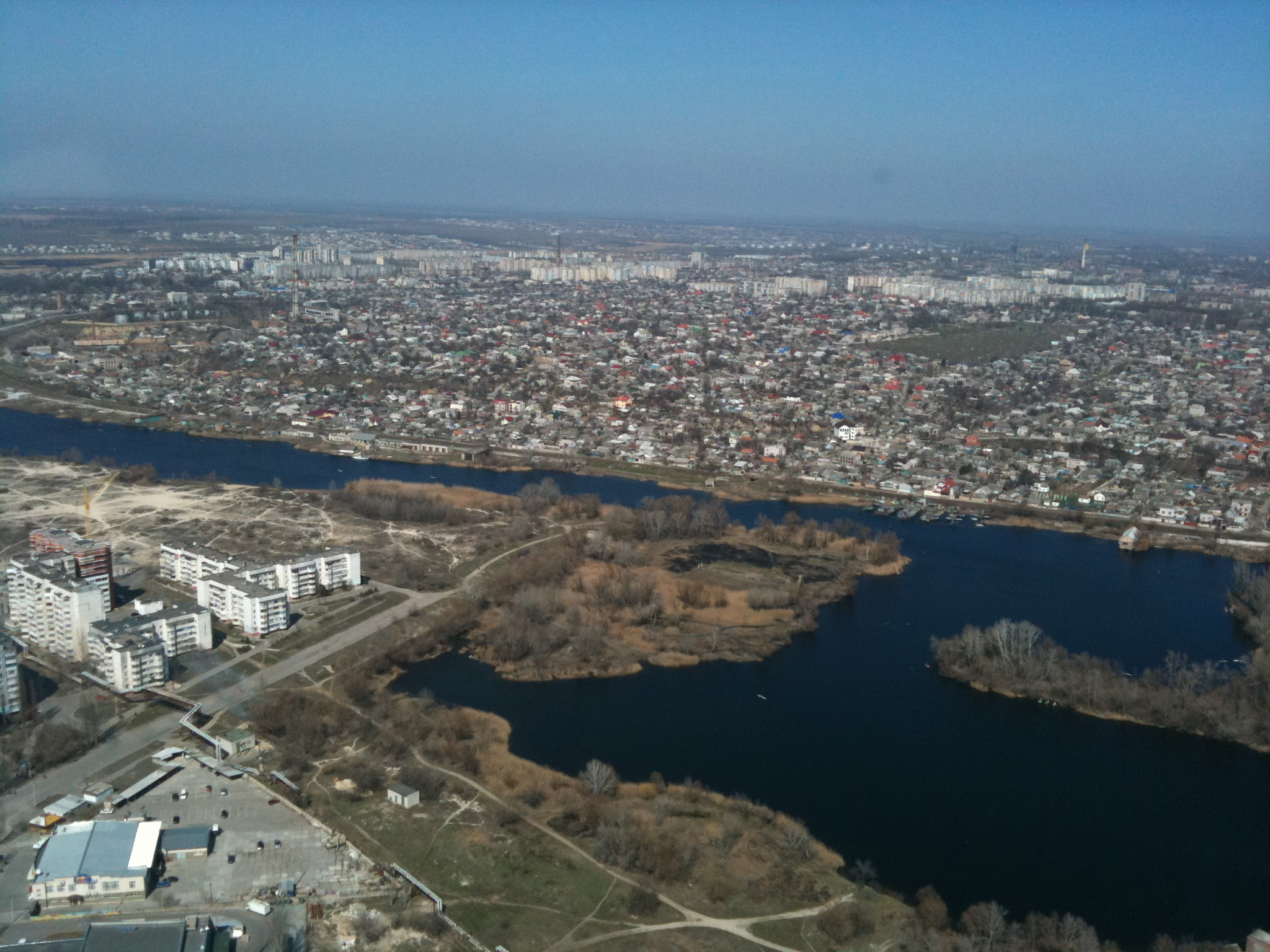
Luftbild von Siedlungsgebieten am Fluss Koschowa

## Geografie
Der Stadtteil erstreckt sich über ein Gebiet von 130 Quadratkilometern mit einer Bevölkerung von etwa 120.000 Personen. Er umfasst die "Mikrodistrikte” Schumenski, Korabel, Zabalka, Suharne, Schitloselische, Selische-4 und Selische-5 sowie seit 2020 auch das Gebiet der westlich des Flusses Wyroschyna liegenden Dörfer Komyschany, Symiwnyk, Blahowischtschenske und Pryoserne, die früher die "Siedlungsratsgemeinde Komyschany” bildeten und zur Agglomeration Cherson gezählt werden.
Der größtenteils überbaute Stadtteil liegt am rechten Ufer des Dnepr und westlich des Stadtzentrums von Cherson. Im Flussabschnitt am Rajon Korabel beginnt das Dneprdelta mit verzweigten Flussläufen, Seen und Feuchtgebieten oberhalb des Dnepr-Bug-Liman. Ein Seitenarm des Dnepr im Stadtrajon ist der Fluss Koschowa, der von größter Bedeutung für die Wirtschaft der Stadt Cherson ist. Auf der Dneprinsel Karantynni (Quarantäneinsel) befinden sich Anlagen des Hydroparks Cherson und ein Tierpark und am Pohorile-Persche-See ein öffentliches Strandbad. Im Stadtteil mündet von Norden der Dnepr-Nebenfluss Wyroschyna in den Koschowafluss.
Die Grenze zwischen dem Stadtteil Korabel und dem Stadtzentrum mit dem Rajon Suworow verläuft vom Odessaplatz am Dneprufer aus der Worontschowskistraße entlang gegen Norden bis zur historischen Pankratiusbrücke und folgt dann weiter gegen Nordwesten der Robochastraße und der Autobahn nach Mykolajiw. Am nordwestlichen Rand des Stadtrajons liegt das Gelände des Flughafens von Cherson. Im Norden befinden sich neben der Ausfallstraße nach Mykolajiw große Tanklager und andere Infrastruktureinrichtungen.
Zwischen den zahlreichen Hafenanlagen im Stadtbezirk Korabel, besonders dem Flusshafen Cherson, und dem linken, südlichen Dneprufer verkehren Fährverbindungen. Ganz im Südwesten des Rajon liegt am Dneprufer der Erdölhafen von Cherson. Die Häfen sind an das Eisenbahnnetz der Ukraine angeschlossen. Der Schiffsverkehr über den Dnepr hatte während der Besatzungszeit nach dem russischen Überfall auf die Ukraine im Frühjahr 2022 eine große Bedeutung für die Logistik der russischen Militärverwaltung, besonders seit die Antoniwkabrücke nach ukrainischen Angriffen für den Schwerverkehr unbrauchbar geworden war, und für die Evakuierung eines Teils der Stadtbevölkerung im Herbst 2022.
Das Quartier Zabalka im Ostteil des Rajon bestand im 19. Jahrhundert aus einfachen Handwerkersiedlungen zwischen der historischen Festung Cherson und dem Fluss Koschowa. Im 20. Jahrhundert wurde das Gebiet westlich der Altstadt großflächig überbaut. Es hat mehrere Straßenzüge, die ehemaligen, eingedolten Wasserrinnen zum Fluss Koschowa folgen. Im Quartier stehen die in der ersten Hälfte des 19. Jahrhunderts errichteten Heiliggeist-Kathedrale und Sankt-Nikolaus-Seefahrerkathedrale. Westlich davon liegt das Gebiet des alten Zabalkow-Friedhofs, der kurz nach der Stadtgründung im späten 18. Jahrhundert angelegt wurde, und etwas weiter nördlich der Jüdische Friedhof. In Cherson gab es vor der Russischen Revolution mehr als zwei Dutzend jüdische Gebetshäuser. Die Chabad-Synagoge wurde 1941 zerstört und später als Fabrik und Wohnhaus benützt, bis sie 1993 wieder in den Besitz der jüdischen Gemeinde kam.

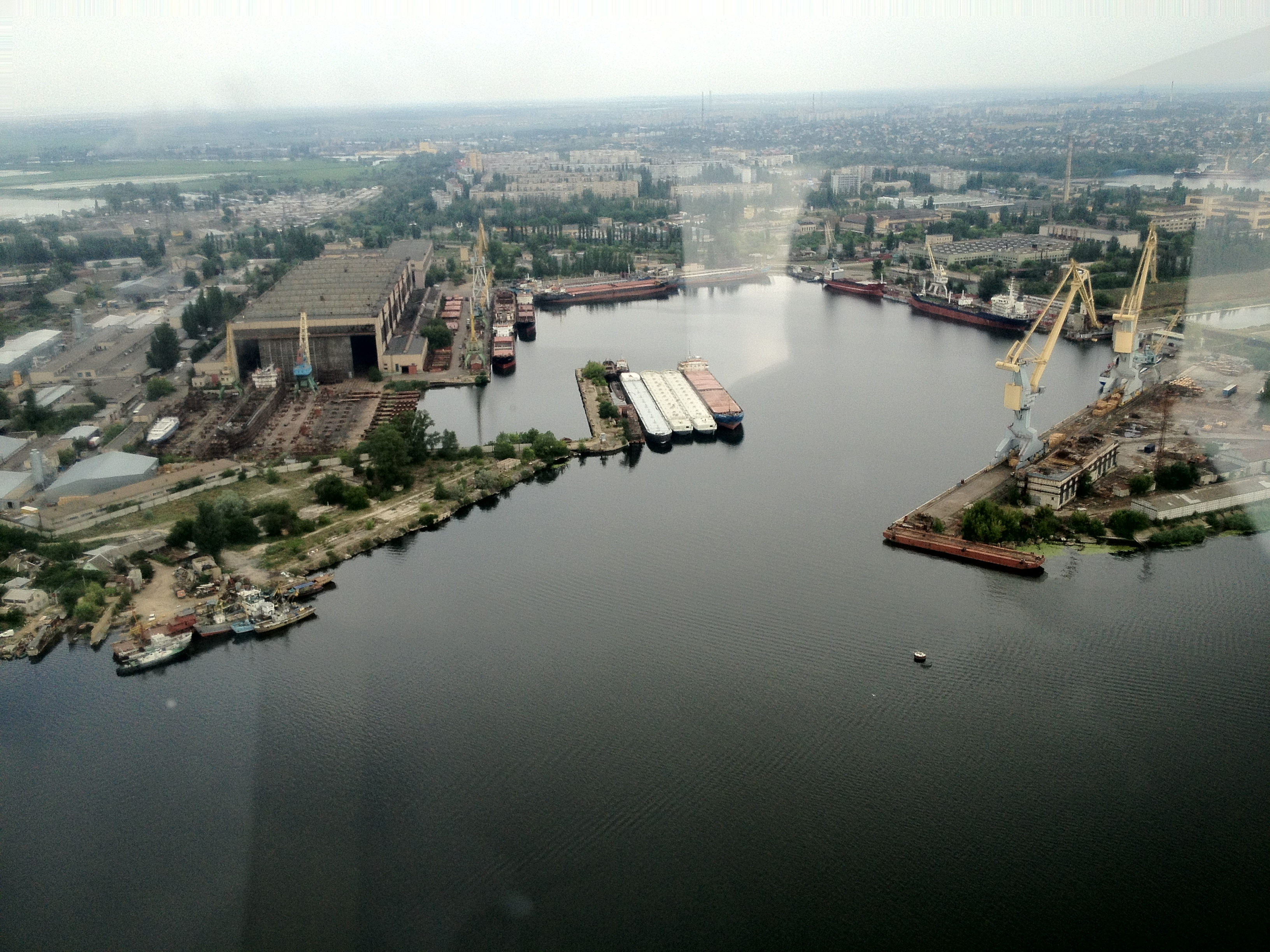
Werft am Dnepr

Der neue Friedhof von Cherson liegt im Westen der Stadt in der offenen Landschaft nahe von Komyschany zwischen der Wyroschyna und dem Flughafen.

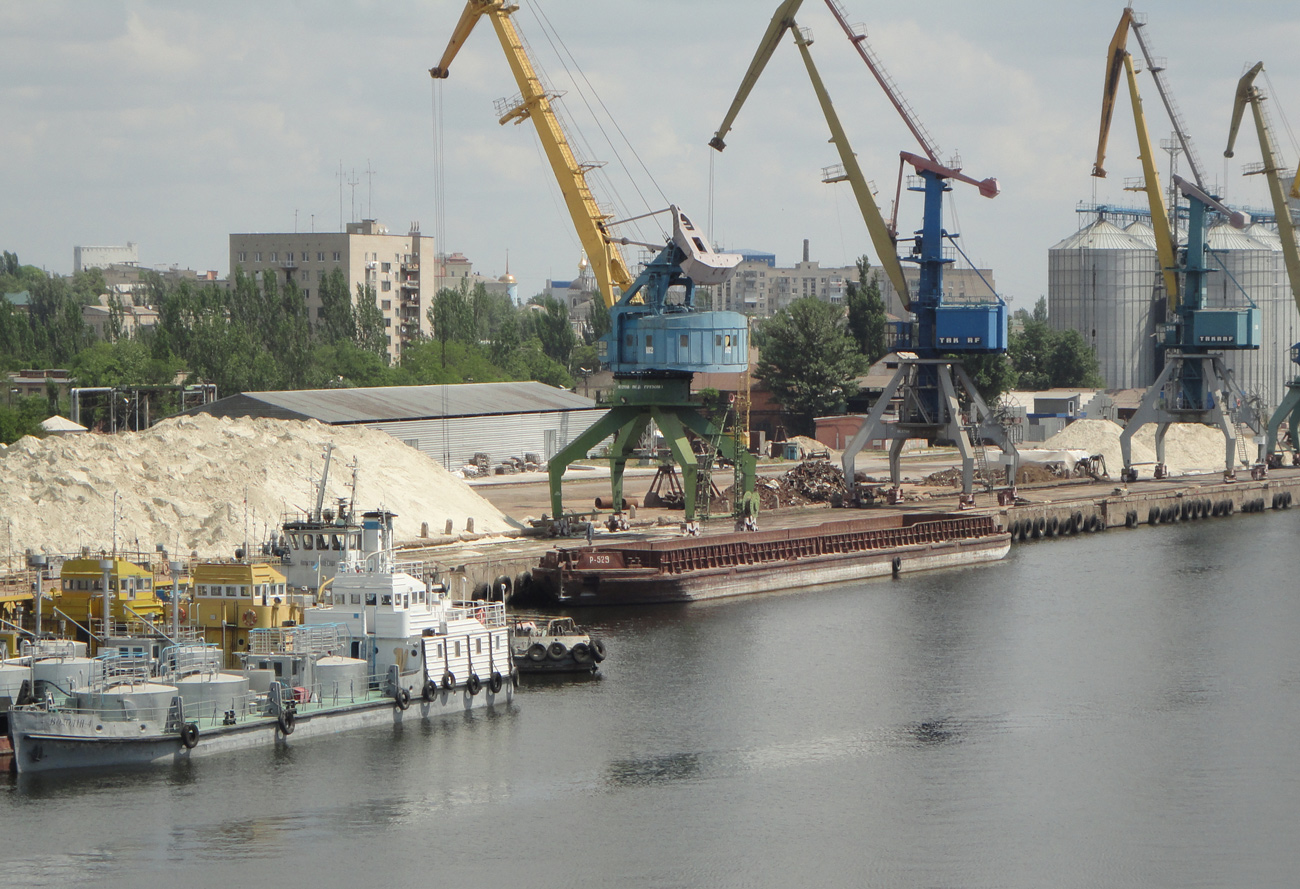
Hafengebiet am Fluss Koschowa

Das Quartier Korabel, das den gleichen Namen trägt wie der größere Stadtrajon, liegt auf der Landfläche zwischen der Koschowa und dem Dnepr und war bis 1952 nur mit einer Schwimmbrücke aus Holz mit dem übrigen Stadtgebiet verbunden. 1952 ersetzte eine neue Stahlbetonbrücke über den Koschowa den alten Übergang in das bedeutende Industrie- und Hafengebiet, das auch über eine Eisenbahnbrücke erreichbar ist. Die wichtigsten unter den zahlreichen Industriebetrieben sind die 1951 gegründete Werft Cherson, die Tanker, Eisbrecher, Containerschiffe und andere Wasserfahrzeuge baute, die 1936 gegründete Firma Pallada, einst eine führende Herstellerin großer Trockendocks, die Maschinenfabrik Protorus, die Batteriefabrik Sada, die Baufirma Tawriya, das staatliche Biotechunternehmen Cherson und der Erölterminal. Viele Betriebe verfügen über eigene, dezentrale Hafenanlagen an Dnepr oder Koschowa.
Im Stadtrajon befinden sich viele öffentliche Einrichtungen wie die Staatliche Agrar- und Wirtschaftshochschule Cherson (Херсонський державний аграрно-економічний університет) mit einem angeschlossenen Arboretum, die Staatliche Sporthochschule, die Seefahrerschule Cherson, ein großes Sportstadion, zwei Krankenhäuser und 6 andere medizinische Kliniken. An der Wassilia-Stusa-Straße befindet sich das Totalitarismusmuseum Cherson mit einer Ausstellung, die an die Stadtgeschichte während der Sowjetzeit erinnert.
Im Norden des Rajon liegt der öffentliche Schumenskypark. Am westlichen Stadtrand entstand schon früh der ausgedehnte, seinerzeit berühmte Kasennypark, der als erster öffentliche Parkanlage von Cherson im Jahr 1783 auf Anweisung von Fürst Grigori Alexandrowitsch Potjomkin, dem Stadtgründer, weit außerhalb der Stadt am Ufer der Wyroschyna angelegt wurde. 1787 besuchte die Zarin Katharina II. die neue Grünanlage und unterstützte Potjomkin persönlich bei der Anpflanzung weiterer Bäume. Das große Parkgelände am Westrand der Stadt wurde im 20. Jahrhundert zum großen Teil mit Gewerbequartieren überbaut; erhalten ist nur noch ein kleiner Bereich, der heutige Dyuschpark.